# الحكم الإسلامي في جورجيا

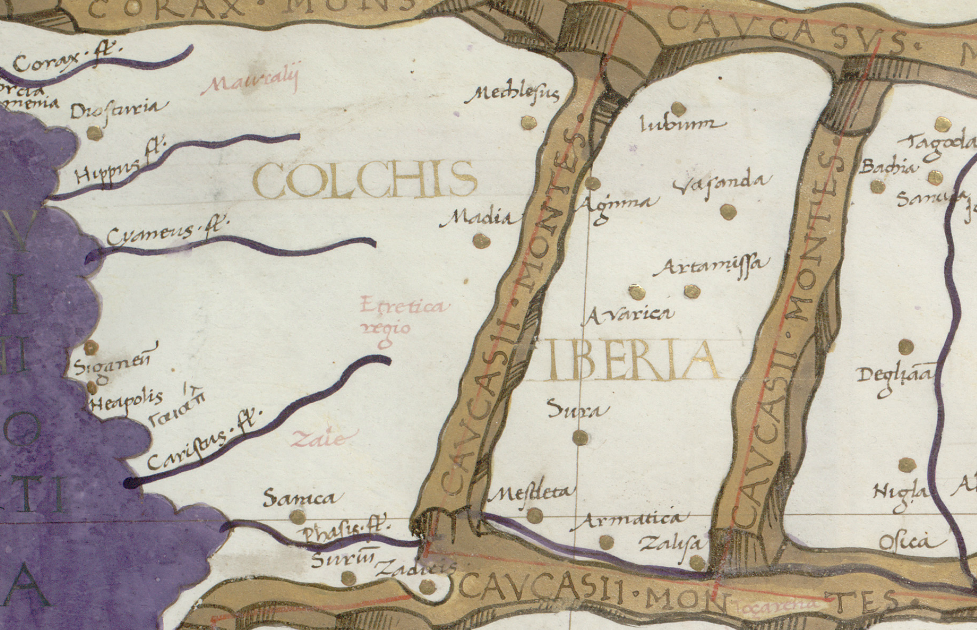

الحكم الإسلامي في جورجيا  يشير إلى فترة في تاريخ جورجيا عندما كنت جميع جورجيا  تحت الهيمنة السياسية الإسلامية. شهدت جورجيا أول الفتوحات في منتصف القرن السابع حتى نهاية الحكم في 1122. وتسمى هذه الفترة باسم ( Araboba არაბობა )  .